# Элбакян, Анна Абрамовна
Анна Абрамовна Элбакян (арм. Աննա Էլբակյան; род. 5 сентября 1963 года) — советская и армянская актриса театра и кино, заслуженная артистка Армении.

## Биография
Дочь Эльды Грин.
В 1982 году окончила актёрскую студию Государственного Академического Театра им. Г. Сундукяна.
В 1986 году окончила Ереванский государственный университет факультет общественных наук по специальности искусствовед.
В 1982—1990, 1998—2003 годах, с 2008 — актриса Государственного Академического Театра им. Г. Сундукяна.
С 2000 — актриса Театра Комедии и Драмы им. Эдгара Элбакяна
С 2000 — режиссёр-постановщик, а с 2005 г. Главный режиссёр Ереванского Государственного Театра Марионеток.
В 1994—1998 годах — актриса Театра «Амазгаин»
В 1991—1994 годах — актриса Театра «Метро»
Член Союза Кинематографистов РА.
Член Союза Театральных Деятелей РА.

## Театральные работы

### Актерские работы
Армянский Академический Театр им. Г. Сундукяна
- Джульет — «Сорок дней Муса-Дага» Франц Верфель 2009 г.
- Абби — «Любовь под вязами» Юджин О’Нил 1999 г.
- Анна — «Спасите наши души» Анаит Агасарян 1989 г.
- Ляля — «Дорогая Елена Сергеевна» Людмила Разумовская 1987 г.
- Фаншетта — «Безумный день, или женитьба Фигаро» Пьер де Бомарше 1985г
- Валя — «Невеста с Севера» Ж. Арутюнян 1983 г.
- Татьяна — «В поисках радости» Виктор Розов 1983 г.
- Байба — «Вей ветерок» Райнис 1983 г.
- Автор — «Карьера Артура Уи» Бертольт Брехт 1982 г.
- Арманда — «Жизнь Мольера» Михаил Булгаков 1982 г.
- Эльза — «Время Вашей Жизни» Уильям Сароян 1982 г.

И др.
Театр комедии и драмы им. Эдгара Элбакяна
- Делия Мун — «Скандальное происшествие с мистером Кеттлом и миссис Мун» Пристли, Джон Бойнтон 2013 г.
- Жена — «Хозяин» Грант Матевосян 2011 г.
- Агапи — «Американский аджабсандал» Агаси Семёнович Айвазян 2010 г.
- Том, Китти — «Потанцуешь со мной?» по мотивам пьес и рассказов Уильям Сарояна 2008 г.
- Толстушка — «Красные фонари» Лили Элбакян 2008 г.
- Кетрин — «Неожиданно прошлым летом» Теннесси Уильямс 2006 г.
- Алис — «Играем Стриндберг» Фридрих Дюрренматт 2004 г.
- Девочка — «Пещерные люди» Уильям Сароян 2002 г.
- Мариям — «Запоздалая птица» Авторский спектакль Анны и Армена Элбакян 2001 г.
- Софи — «Восточный дантист» Акоп Паронян 1994 г.

Театр «Амазгаин»
- Эльмира — «Тартюф» Мольер 1998 г.
- Элен Паринье — «Оскар» Клод Манье 1996 г.
- Королева Корделия — «Король Лир» Уильям Шекспир 1996г
- Агнесс — «Чаша доброты» Уильям Сароян 1994 г.

и др.
Театр «Метро»
- Королева — «Пещерные люди» Уильям Сароян 2007 г.
- Уилли, Кити, Джиг — «Уилли, Кити, Джиг…» Теннесси Уильямс, Эрнест Хемингуэй, Уильям Сароян 1991 г.

и др.

### Режиссерские работы
Ереванский Государственный Театр Марионеток
- «Малыш и Карлсон» Астрид Линдгрен 2014 г.
- «Пёс и кот» Ованес Туманян 2013 г.
- «Принцесса на горошине»[англ.] Ханс Кристиан Андерсен 2010 г.
- «Дюймовочка» Ханс Кристиан Андерсен 2008
- «Как храбрый петух победил лису» по мотивам русских народных сказок 2007
- «Звезда надежды» по Библейским мотивам 2005 г.
- «Настоящий друг» — Р. Марухян 2002 г.
- «Сотворение Мира» по Библейским мотивам 2002 г.
- «Зимняя сказка» — Анна Элбакян 2000 г.

## Кино работы

### Фильмография
1. 1988 — Белая кость — Анаит (гл. роль)
2. 1990 — Лицом к стене — Армине Бжшкян
3. 1992 — Где ты был человек Божий? — Антик (гл. роль)
4. 1995 — Вор — Анаит (гл. роль)
5. 1999 — Силуэт — Анна (гл. роль)
6. 2003 — Ереван джан
7. 2003 — Таверна (мультфильм)
8. 2007 — Элегия — Ани (гл. роль)

### Озвучивание мультфильмов
- 2004 — Таверна

### Телевизионные спектакли
- Ирен — «Восьмой день Творца» В. Кача
- Девочка — «Исправительный дом Чаренца» Егише Чаренц
- Астхик «Высший ад» С. Папазян
- Мария — «Призраки» Эдуардо де Филиппо
- Принцесса — «Хрустальная любовь» Л. Устинов
- Маргарит — «Мефистофель» Самуил Алёшин
- Соланж — «Шестой этаж».

И др.

## Премии и награды
- 2013 — «Золотая медаль» Мэрии г. Ереванa
- 2012 — Национальная кино премия «Айак» — лучшая актриса
- 2011 — Люди года 2010 «LUXURY» — актриса года
- 2008 — Премия СТД РА «Артавазд» — лучшая актриса года
- 2006 — Премия Министерства Культуры РА «Артист» — лучшая актриса года
- 2005 — Премия СТД РА «Артавазд» — лучшая актриса года
- 2001 — «Золотая медаль» Министерства Культуры РА
- 1997 — Актриса года (соц. опрос издательства «Аравот»)

и др.